# 佩姆塔河
佩姆塔河是俄羅斯的河流，位於堪察加半島，河道全長約115公里，流域面積1,050平方里，最終注入鄂霍次克海，是紅大馬哈魚、大麻哈魚和大麻哈魚的產卵地。